# Бєлонін Микола Микитович
Бєлонін Микола Микитович (*3 травня 1880 року, Володимир-на-Клязьмі — †26 вересня 1953 року, Київ) — кандидат сільськогосподарських наук, професор Київського університету, землевпорядник, геодезист, картограф.

## Біографія
Народився 3 травня 1880 року в місті Володимир-на-Клязьмі, Російська імперія. Закінчив у 1901 році інженерний відділ Московського межового інституту. У 1902–1904 роках був слухачем Санкт-Петербурзького археологічного інституту. До 1908 року працював землеміром, лектором Народного університету Уфи. Працював помічником губернського землеміра. У 1908–1913 роках працював викладачем землемірного та приватного комерційного училища міста Житомира. У 1913–1917 роках працював землеміром-ревізором межової присутності, викладачем геодезії в Політехнікумі Тифліса. У 1918 році повернувся до Житомира на посаду інструктора з меліорації, у 1920–1923 роках очолював землемірно-технічну частину, згодом відділ землеустрою губернського земельного відділу. Викладав геодезію в землемірному училищі. У 1923–1925 році професор Житомирського технікуму землеустрою, інструктор з націоналізації лісів, у 1925–1933 роках старший науковий співробітник Ученого комітету при Народному комітеті землеустрою УРСР, професор землемірного інституту, старший науковий співробітник Інституту Соцреконструкції у Харкові. У 1933–1941 роках працював професором та завідувачем кафедри Одеського сільськогосподарського університету, де в 1937 році одержав ступінь кандидата сільськогосподарських наук. У 1941–1944 роках викладав у Комі-Пермяцькому сільськогосподарському технікумі міста Кудимкар. З 1944 року працює головним інженером Управління землеустрою Міністерства сільського господарства УРСР та професором Гідромеліоративного інституту. Працював у Київському університеті в 1946–1953 роках завідувачем кафедри геодезії та картографії, водночас завідував відділом картографії Науково-дослідного інституту географії при Київському університеті.

## Нагороди і відзнаки
Почесний член Товариства дослідників Волині з 1913 року.

## Наукові праці
Сфера наукових досліджень: кадастр та організація територій, районування, проектування розміщення та спеціалізації сільськогосподарського виробництва; планування сіл, методика організації полезахисних лісосмуг та меліорація територій; землеустрій, організація територій сільськогосподарського виробництва в Україні. Автор понад 90 наукових праць. Основні праці:
1. До питання про земельні громади. — К., 1925.
2. Земельно-землевпорядні оцінки. — К., 1928.
3. Питання методології обліку ефективності землевпорядкування. — К., 1929.
4. (рос.) Обоснование севооборотов в колхозах и землеустройство. — К., 1940.
5. (рос.) Опыт применения геодезии и графостатики к решению задач определения наилучших направлений полезащитных полос (на примере обработки некоторых роз суховейных ветров). — К., 1950.